# Hautemphysem
Unter einem Hautemphysem (auch Unterhautemphysem oder subkutanes Emphysem) versteht man eine Ansammlung von Gas in der Unterhaut nach spontaner oder verletzungsbedingter Eröffnung lufthaltiger Organe, z. B. der Lunge.

## Ursachen
Ein Hautemphysem kann durch Verletzungen luftgefüllter Organe (Lunge, Luftröhre, Speiseröhre etc.) oder durch gasbildende Bakterien verursacht werden. Das Emphysem kann beispielsweise in Folge eines randständigen Lungenrisses mit Anschluss an das Mediastinum nach einem Tauchunfall auftreten. Sie kann auch als Komplikation nach ausgeführter Luftfüllung von Körperhöhlen aufgrund medizinischer Diagnostik entstehen oder aber nach Infektionen mit gasbildenden Erregern unter der Haut. Großflächige Hautemphyseme können z. B. durch einen Spannungspneumothorax, einen Thoraxriss oder Schädelbasisbruch mit Eröffnung der Nasennebenhöhlen entstehen.

## Symptome
Ein Hautemphysem ist gekennzeichnet durch eine wegdrückbare, schmerzlose Schwellung des Unterhautgewebes sowie durch das typische „Schneeballknirschen“ oder Knistern (Krepitation) der Haut bei Berührung.

## Behandlung
Grundsätzlich ist entscheidend, die Ursache für das Hautemphysem zu identifizieren. Das klinische Bild des Hautemphysems bildet sich in der Regel nach einigen Tagen zurück, wenn die Ursache gefunden und behandelt wurde.